# زبان اشاره ترکیه‌ای
زبان اشاره ترکیه‌ای زبان اشاره‌ای است که توسط ناشنوایان و کم شنوایان در ترکیه و قبرس شمالی استفاده می‌شود.